# Berthier (puška)
Puška Berthier vyráběná v několika modifikacích tvořila součást výzbroje francouzské armády od počátku 20. století až do okupace Francie roku 1940.

## Historie

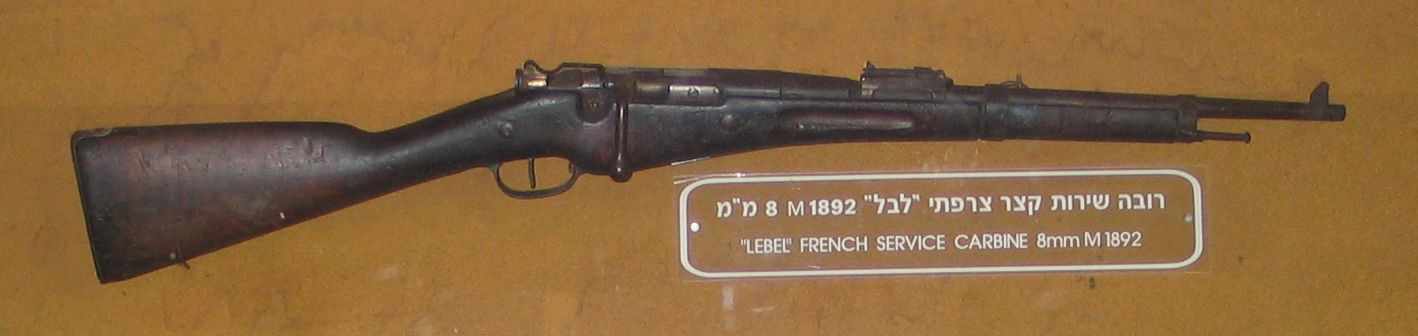
Karabina Berthier Mle 1892/27

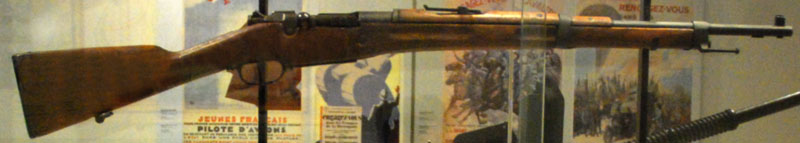
Puška Berthier M 1934

Od roku 1890 se objevují karabiny o stejné konstrukci závěru a některých součástek jako pušky Lebel. Používají nově středovou nábojovou schránku o kapacitě tří nábojů ráže 8 mm, spojených rámečkem typu Mannlicher. Tato karabina byla přijata do výzbroje jako Mle 1890, pozdější varianta Mle 1892.
Dále byly na základě tohoto systému zkonstruovány pušky Mle 1902 a Mle 1907, které byly vyrobeny pouze v menším počtu (kolem 5000 ks).
V průběhu první světové války byla provedena modifikace pušky Mle 1907 na typ Mle 1907/15. Později byly k puškám a karabinám Berthier zavedeny nábojové schránky plněné pomocí rámečku s pěti náboji. Odklopný kryt uzavíral dno nábojové schránky za pochodu a odklápěl se při střelbě. Tato varianta obdržela označení Mle 1907/15 M16 nebo zkráceně M 1916.
V roce 1927 byly karabiny vzorů 1890, 1892 a 1916 zmodernizovány (např. byl odstraněn vytěrák).
Roku 1934 byla sestrojena a v omezeném počtu vyrobena puška Berthier pro nový náboj ráže 7,5 mm s bezokrajovou nábojnicí. Obdržela označení Mle 1907/15 M34 nebo krátce M 1934